# Jürgen Zeidler
Jürgen Zeidler (* in Fürth) ist ein deutscher Ägyptologe und Keltologe.

## Leben
Er besuchte die Volksschule und das Hans-Sachs-Gymnasium Nürnberg. Nach dem Abitur im mathematisch-naturwissenschaftlichen Zweig und Grundwehrdienst bei der Bundeswehr in Bogen studierte er an den Universitäten Würzburg und Tübingen Ägyptologie, lateinische und griechische Philologie, ab 1986/87 Altorientalistik und vergleichende Religionswissenschaft und besuchte Veranstaltungen der Klassischen Archäologie und der Vergleichenden Sprachwissenschaft. Er war ehrenamtlich in den Restaurierungswerkstätten des Germanischen Nationalmuseums und bei vor- und frühgeschichtlichen Grabungen der Naturhistorischen Gesellschaft Nürnberg, Abteilung Vorgeschichte, tätig. Nach der Magisterprüfung 1988 mit der schriftlichen Hausarbeit Das Stemma des Pfortenbuches war er von 1989 bis 1993 wissenschaftlicher Mitarbeiter bei Erich Winter an der Universität Trier. An der Universität Tübingen legte er 1992 die mündliche Doktorprüfung ab. Die Deutsche Forschungsgemeinschaft förderte ihn mit einem Habilitationsstipendium (1994–1998). Von 1999 bis 2002 war er im Rheinischen Landesmuseum Trier, bes. Erstellung von Funddokumentationen und -karten, tätig. Nach der Habilitation 2001 mit der Habilitationsschrift Der kosmologische Diskurs im alten Ägypten und dem Habilitationskolloquium mit dem Vortrag Das Verhältnis der Darstellungsmodi 'Aspektive' und Perspektive in der ägyptischen Kunst arbeitete er von 2002 bis 2003 im SFB 600 Fremdheit und Armut an der Universität Trier, Teilprojekte A1 (Griechisch-römisches Ägypten) und A2 (Roms auswärtige Freunde) mit und war interdisziplinärer Koordinator von Erfassungs- und Analyseschemata. Seit 2003/2004 als Lehrbeauftragter für Ägyptologie, Koptologie, Griechische und Lateinische Sprachwissenschaft, Indogermanistik, Latinumskurse und zeitweise für Geschichte leitet er Projekte mit Förderung des Forschungsfonds der Universität Trier. Seit 2010 ist er Ehrenmitglied der Société Belge d’Études Celtiques.
Seine Forschungsinteressen sind Ägyptologie: Ägyptische Sprachwissenschaft, besonders die Vokalisation des Ägyptischen, Literatur, Religion und Kunst, vornehmlich des Neuen Reiches, Beziehungen zum Alten Orient, afro-asiatische Sprachwissenschaft, Indogermanistik. Indogermanische Kulturwissenschaft, Rekonstruktionsmodelle, Epigraphik und Onomastik altindogermanischer Sprachen und Keltologie: Keltische Sprachen und Literaturen der Antike und des frühen Mittelalters, Schriftgeschichte und Religion.

## Schriften (Auswahl)
- als Herausgeber mit Knut Buroh, Peter Jürgens, Dorothea Mutschler und Sabine Schloz: Hieroglyphenschrift und Totenbuch. Die Papyri der Ägyptischen Sammlung der Universität Tübingen. Ausstellung in der Universitätsbibliothek (Bonatzbau) vom 4.12.1985 bis 31.12.1985. Aus den Beständen der Sammlung der Ägyptologischen Instituts der Universität Tübingen (= Ausstellungskataloge der Universität Tübingen. Band 18). Attempto Verlag, Tübingen 1985, ISBN 3-921552-68-0.
- als Herausgeber mit Martina Minas: Aspekte spätägyptischer Kultur. Festschrift für Erich Winter zum 65. Geburtstag (= Aegyptiaca Treverensia. Band 7). Zabern, Mainz 1994, ISBN 3-8053-1691-7.
- Pfortenbuchstudien (= Göttinger Orientforschungen. Reihe 4 Ägypten. Band 36). Harrassowitz, Wiesbaden 1999, ISBN 3-447-04035-1 (zugleich Dissertation, Tübingen 1992).
  - Teil 1. Textkritik und Textgeschichte des Pfortenbuches.
  - Teil 2. Kritische Edition des Pfortenbuches nach den Versionen des neuen Reiches.